# Ray Dennis Steckler
Raymond Dennis Steckler (25 de gener de 1938 – 7 de gener de 2009), també conegut amb el pseudònim Cash Flagg, va ser un director de cinema, productor de cinema, guionista i actor estatunidenc, més conegut com l'autor de baix pressupost de pel·lícules de culte com The Incredibly Strange Creatures Who Stopped Living and Became Mixed-Up Zombies. A més de Cash Flagg, Steckler també era conegut pels pseudònims Sven Christian, Henri-Pierre Duval, Pierre Duvall, Sven Hellstrom, Ricardo Malatoté, Harry Nixon, Michael J. Rogers, Michel J. Rogers, Wolfgang Schmidt, Cindy Lou Steckler, R.D. Steckler, Ray Steckler i Cindy Lou Sutters —- aquest últim el seu "nom porno".

## Primers anys de vida i carrera
Raymond Dennis Steckler va néixer a Reading, Pennsilvània, on la seva àvia, que el va criar en gran part, va alimentar el seu amor pel cinema. Als 15 anys, després de rebre una càmera de 8 mm de cinema casolà del seu padrastre, Steckler va rodar una pel·lícula amateur pirata amb els seus amics. Ray va servir tres anys a l'Exèrcit dels Estats Units del 1956 al 1959, i va ser donat de baixa com a sergent. Va ser fotògraf de l'exèrcit, va servir a Corea i va passar un any als Kaufman Astoria Studios d'Astoria, Queens, amb el Servei Pictòric de l'Exèrcit del Signal Corps. El 1959, Steckler i un amic van conduir fins a Hollywood, Califòrnia, per entrar a la indústria cinematogràfica.
Steckler va treballar com a encarregat d’atrezzo abans de convertir-se en ajudant de càmera a la pel·lícula The World's Greatest Sinner, dirigida i protagonitzada per Timothy Carey. Quan el director de fotografia inicial va ser acomiadat, Steckler el va substituir.
Continuant treballant en cinematografia a la zona de Los Angeles, Steckler va obtenir un carnet sindical i es va establir en grans estudis, incloent Universal Pictures. Quan va ser acomiadat per gairebé estavellar un quadre A sobre Alfred Hitchcock, Steckler es va dedicar al circuit de pel·lícules de sèrie B. Treballant amb Fairway Pictures d'Arch Hall Sr., Steckler va començar com a director de fotografia i de vegades com a actor en els vehicles del fill de Hall, Arch Hall, Jr.. Steckler va debutar com a director amb el vehicle de Hall Wild Guitar. Quan Arch Hall Sr. estava preocupat si la seva pel·lícula es projectaria quan l'elecció original del personatge principal fos negra, Steckler va dir al seu amic que havia d'anar-hi i va acceptar el paper amb el seu nom en pantalla, Cash Flagg.

### The Incredibly Strange Creatures Who Stopped Living and Became Mixed-Up Zombies
El 1963 va coproduir la seva segona pel·lícula, The Incredibly Strange Creatures Who Stopped Living and Became Mixed-Up Zombies, coprotagonitzada per la seva dona d'aleshores, Carolyn Brandt. Filmada amb un pressupost de 38.000 dòlars, la pel·lícula va ser fotografiada pel director de fotografia Joseph V. Mascelli amb els aleshores nouvinguts László Kovács i Vilmos Zsigmond com a operadors de càmera. Inicialment distribuïda a la meitat inferior d'un programa doble de Fairway, Steckler va portar "Creatures" de gira ell mateix i la va convertir en un èxit amb diversos títols, com ara "Diabolical Dr. Voodoo" i "The Teenage Psycho Meets Bloody Mary".
La següent pel·lícula de Steckler va ser la seva resposta a "Psicosi", titulada "The Thrill Killers", estrenada el 1964. La pel·lícula va marcar el primer esforç entre Steckler i Ron Haydock, que seria el soci creatiu de Steckler fins a la mort d'aquest últim a la dècada de 1970. També destaca la presència de Gary Kent com un assassí sanguinari.
Steckler va continuar produint diverses pel·lícules de baix pressupost però fantasioses que aviat van assolir l'estatus de culte, incloent-hi Rat Pfink a Boo Boo (una paròdia de Batman) i Lemon Grove Kids Meet the Monsters (un homenatge a les pel·lícules d'East Side Kids). A finals dels anys seixanta, també va dirigir el videoclip musical de "White Rabbit" de Jefferson Airplane, així com promocions per a Jimi Hendrix, Nazz i Frank Zappa.

## Vida posterior i carrera
Amb el declivi de les pel·lícules de terror d’autocinema de la naturalesa que Steckler produïa a la dècada del 1960, i després del seu divorci de Brandt, amb qui va tenir les filles Linda i Laura, Steckler va produir pel·lícules per a adults durant les dècades del 1970 i el 1980. Cap al 1986, es va casar amb la seva segona esposa, Katherine, amb qui va tenir les filles Morgan i Bailey. Steckler va posar a la seva filla el nom de Morgan en honor al seu soci George Morgan, que va finançar "The Incredibly Strange Creatures".
"The Thrill Killers", "Rat-Pfink a Boo-Boo", "The Incredibly Strange Creatures" i "Las Vegas Serial Killer" es van estrenar per primera vegada en vídeo domèstic el 1986-1987 per CAMP Home Video, una petita empresa independent amb seu a Los Angeles, Califòrnia.
A finals dels anys vuitanta, Steckler va obrir Mascot Video a Las Vegas i el va vendre el 1995 a l'empresari local Dan Wayman. Fins a la seva mort el 2009, Steckler va continuar venent vídeos de les seves obres a través del web, incloent-hi sis volums d'actrius i ballarines joves en audicions de nus per a la càmera de Steckler. Steckler diu que aquestes audicions es van rodar el 1991 per a "The Hollywood Strangler in Las Vegas" (també coneguda com "Las Vegas Serial Killer"), però aquesta pel·lícula es va acabar el 1987.
El 2008, Steckler va anunciar la producció de la seva nova pel·lícula "One More Time", que va descriure com una "extensió" (en lloc d'una "seqüela") de The Incredibly Strange Creatures, i va llançar dues pàgines de MySpace i un lloc web per a la selecció d'actrius per a les seves properes pel·lícules. Steckler va completar la postproducció de "One More Time" poc abans de la seva mort. Es va filmar al passeig marítim de Santa Cruz Beach i a Las Vegas amb un pressupost de 3.800 dòlars utilitzant dues càmeres Digital 8. La pel·lícula es va estrenar directe a DVD a través del seu lloc web el 2009.

## Mort
Poc després de tornar a Las Vegas, Steckler, que havia estat lluitant contra una malaltia cardíaca durant diversos anys, va morir d'aturada cardíaca el 7 de gener de 2009, als 70 anys. Va ser enterrat al tanatori i cementiri Palm Green Valley.

## Llegat
Wild Guitar va ser restaurada pel director/fan Nicolas Winding Refn i presentada al Black Deer Festival el 2019.
Mixed Up Zombies s'ha convertit des de llavors en un clàssic de culte per ser una de les les pitjors pel·lícules mai fetes i ha estat celebrada pels fans de les pel·lícules de sèrie B, camp o kitsch. El crític de rock Lester Bangs va escriure un assaig elogiatiu el 1973 sobre Incredibly Strange Creatures en què intenta explicar i justificar el valor de la pel·lícula:
| « | ...aquesta pel·lícula no sols es rebel·la contra, ni tan sols ignora, els estàndards del gust i l'art. A l'univers habitat per 'The Incredibly Strange Creatures Who Stopped Living and Became Mixed-Up Zombies, mai s'han sentit a parlar de coses com els estàndards i la responsabilitat. És aquesta puresa lunar la que en gran mesura confereix a la pel·lícula la seva estatura clàssica. Com Beyond the Valley of the Dolls i molt poques altres, romandrà com un artefacte en els anys vinents al qual els estudiosos i els buscadors de la veritat podran recórrer i dir: "Això era escombraries!" | » |

Caient en la semiobscuritat més enllà del seu excèntric títol (ja que també va ser la inspiració per la sèrie de documentals The Incredibly Strange Film Show que va entrevistar el mateix Steckler en un episodi), la pel·lícula va tornar a guanyar notorietat el 1997, quan va aparèixer a la sèrie de televisió Mystery Science Theater 3000.
El baix pressupost de Steckler sovint significava treballar per poc o res, però la seva companyonia es reflectia sovint en les seves produccions. A la seva pel·lícula de 1969 Body Fever, Steckler va crear un petit paper per al llavors company director destituït Coleman Francis, qui, per coincidència, també va aconseguir la fama tardana a través de Mystery Science Theater 3000. Francis va morir poc després de la realització de la pel·lícula.

## Filmografia

### Director
- Wild Guitar (1962)
- Goof on the Loose (1963), curtmetratge
- The Incredibly Strange Creatures Who Stopped Living and Became Mixed-Up Zombies (1964)
- The Thrill Killers (1964)
- The Lemon Grove Kids (1965), segment in film Lemon Grove Kids Meet the Monsters
- Rat Pfink a Boo Boo (1966)
- Vídeo musical de White Rabbit, de Jefferson Airplane (1967)
- Vídeo musical d'Open My Eyes de Nazz  (1968)
- Sinthia, the Devil's Doll (1968) com a Sven Christian
- Body Fever (1969)
- The Mad Love Life of a Hot Vampire (1971) com a Sven Christian
- The Horny Vampire (1971)
- Blood Shack (1971) com a Wolfgang Schmidt
- Sexual Satanic Awareness (1972)
- Triple Play (1974)
- Sexorcist Devil (1974) com a Sven Hellstrom
- Perverted Passion (1974) com a Cindy Lou Sutters
- Teenage Hustler (1975) com a Harry Nixon
- Red Heat (1975)
- Teenage Dessert (1976) com a Cindy Lou Sutters
- Sex Rink (1976) com a Cindy Lou Sutters
- The Hollywood Strangler Meets the Skid Row Slasher (1979) com a Wolfgang Schmidt
- Indian Lady (1981) com a Cindy Lou Steckler
- Black Garters (1981) com a Cindy Lou Sutters
- Debbie Does Las Vegas (1981) com a Cindy Lou Sutters
- Weekend Cowgirls (1983) com a Cindy Lou Sutters
- Plato's Retreat West (1983) com a Cindy Lou Sutters
- Las Vegas Serial Killer (1986)
- War Cat (1987) (sense acreditard)
- Summer of Fun (1997)
- One More Time (2009)

### Actor
- Wild Guitar (1962) (Steak)
- Eegah (1962) (guitarrista)
- The Incredibly Strange Creatures Who Stopped Living and Became Mixed-Up Zombies (1964)